# Nathalie Hugenschmitt
Nathalie Laine-Hugenschmitt, née le 9 juillet 1966 et décédée le 7 avril 2022, est une femme politique, enseignante et pentathlonienne française.
Elle est sacrée championne du monde par équipes en 1986 à Montecatini Terme avec Caroline Delemer et Sophie Moressée-Pichot. Le trio est également médaillé de bronze en 1988 à Varsovie et en 1991 à Sydney. 
Enseignante, elle fut maire d'Arbouans entre 2008 et 2020.